# 憧れのウェディング・ベル
『憧れのウェディング・ベル』（あこがれのウェディングベル、The Five-Year Engagement）は、ニコラス・ストーラー監督・製作・脚本による2012年のロマンティック・コメディ映画である。北アメリカでは2012年4月27日、イギリスでは2012年6月22日に公開された。

## ストーリー
サンフランシスコの人気レストランで腕のいいシェフとして働くトムは、大晦日の夜、1年前の大晦日のパーティで出会い、順調に付き合って来た恋人ヴァイオレットにプロポーズし、2人は婚約する。結婚式の準備を進める2人だったが、2人の婚約のお披露目パーティで出会ったトムの親友アレックスとヴァイオレットの姉スージーが「できちゃった結婚」で先に結婚してしまうと、トムとヴァイオレットは悔しい気持ちになる。そんな中、心理学者の卵であるヴァイオレットにミシガン大学から採用通知が届く。2人は結婚式を延期し、2年の任期の間、トムもヴァイオレットと一緒にミシガンで暮らすことにする。トムが雇い主であるオーナーシェフに辞職の意思を告げると、彼女はトムに支店を任せるつもりだと慰留する。しかし、全ては遅かった。トムは後ろ髪を引かれる思いで、ヴァイオレットとともにミシガンに向かう。
ヴァイオレットの大学での仕事は個性的な同僚と魅力的な上司である教授ウィントンのおかげで充実したものとなるが、一方のトムは、サンフランシスコのシェフが「落ちぶれて」やって来たようにしか思われず、なかなか仕事を見つけられない。結局、チープなサンドウィッチショップの店員の職しか得ることはできなかった。一方、本来はトムが任されるはずだった店を引き受けたアレックスは仕事も順調、無事に長女も生まれる。そんなアレックスにトムは複雑な気持ちになる。そんな気持ちを吹っ切るように、トムは改めて結婚式の準備を始めることにするが、ヴァイオレットの任期が更に2年間延期されることになったことで、トムはこれまでの不満が爆発、誇れる仕事を持てない男の惨めな気持ちをヴァイオレットにぶつけてしまう。結局、再び結婚式は延期になる。
月日が流れ、すっかりミシガンでの生活に馴染んでしまったトムは世捨て人のようになっていた。そんなトムとの関係がぎくしゃくする中、ヴァイオレットは酔った勢いで上司のウィントンとディープなキスをしてしまう。これをきっかけに改めてトムとの結婚を真剣に考えたヴァイオレットはトムとともに再び結婚式の準備を始める。ところが式の直前になってヴァイオレットはウィントンとのキスをトムに告白してしまう。ショックを受けたトムは、街中で偶然に出会ったサンドウィッチショップの同僚女性と酔った勢いもあってキスをする。それ以上は進まなかったものの、自暴自棄となったトムは極寒の中で野宿をしたために凍傷で左足の親指を失う。埋められない溝に、トムとヴァイオレットは別れを決め、トムはサンフランシスコに戻る。
アレックスの店で働くことになったトムは同僚の若い女性オードリーと付き合うようになり、ヴァイオレットはウィントンと交際をしていた。しかし、充実しているとは到底言えないトムの状況に、アレックスは自分より腕のいいトムは自分の店を持つべきと励ましてクビにする。一念発起したトムが始めたタコスの屋台は地元で人気の店となる。そして、ヴァイオレットを忘れられないとオードリーに別れを告げる。一方、ヴァイオレットは終身在職の可能性もある助教のオファーを受ける。実力が認められたと喜ぶヴァイオレットだったが、実は上司であり恋人でもあるウィントンの口利きによるものであり、自分がトップの成績だったわけではないことを知ると、オファーを断る。ヴァイオレットの祖母が亡くなり、その葬儀で久しぶりに再会したトムとヴァイオレットはよりを戻し、ヴァイオレットはトムの屋台を手伝うようになる。2人の関係は順調だったが、ヴァイオレットは自分のキャリアを含めてトムとの関係をどうするか悩む。
悩み抜いた結果、ヴァイオレットは、結婚前に全ての問題を解決しようとしても仕方がない、どんな時でもトムを愛すると誓い、トムにプロポーズする。そんなヴァイオレットにトムもまたプロポーズする。こうして2人は改めて婚約すると、ヴァイオレットがトムに内緒で準備した結婚式を執り行う。それは結婚式に関して様々な選択肢（音楽や衣裳など）を用意し、その中からその場でトムに選ばせ、即興でセットアップするというゲーム感覚のもの。これまでに世話になった仲間たちが見守る中、トムとヴァイオレットはようやく結婚式を行うことができたのである。

## キャスト
※括弧内は日本語吹替
- トム・ソロモン - ジェイソン・シーゲル（山野井仁）： 腕のいいシェフ。
- ヴァイオレット・バーンズ - エミリー・ブラント（甲斐田裕子）： 心理学の研究者の卵。
- ウィントン・チャイルズ - リス・エヴァンス（田中正彦）： ミシガン大学心理学教授。
- アレックス・エイルハウアー - クリス・プラット（小野塚貴志）： トムの親友で同僚のシェフ。
- スージー・バーンズ - アリソン・ブリー（山根舞）： ヴァイオレットの姉。アレックスとできちゃった結婚。
- シルヴィア・ディッカーソン - ジャッキー・ウィーヴァー（竹口安芸子）： ヴァイオレットの母親。離婚。
- ジョージ・バーンズ - ジム・ピドック（英語版）： ヴァイオレットの父親。若い中国系女性と再婚。
- ピート・ソロモン - デヴィッド・ペイマー： トムの父親。
- キャロル・ソロモン - ミミ・ケネディ： トムの母親。
- ビル - クリス・パーネル（小形満）
- ダグ - ケヴィン・ハート（菅原雅芳）
- オードリー - ダコタ・ジョンソン（ふしだ里穂）
- マーガレット - トレイシー・チモ（的場加恵）
- パキスタン人シェフ - クメイル・ナンジアニ

## 製作
撮影はミシガン州のアナーバー、イプシランティで行われた。

## 評価
レビュー・アグリゲーターのRotten Tomatoesでは179件のレビューで支持率は64%、平均点は6.20/10となった。Metacriticでは38件のレビューを基に加重平均値が62/100となった。